# Viktor Knoch
Viktor Knoch (* 12. Dezember 1989 in Pécs) ist ein ehemaliger ungarischer Shorttracker und Olympiasieger.

## Werdegang
Erstmals bei einem internationalen Großereignis startete Knoch fünfzehnjährig bei der Juniorenweltmeisterschaft 2005 in Belgrad, wo er allerdings in keinem Rennen über das Viertelfinale hinauskam. Dennoch wurde er noch im September 2005 zum ersten Mal im Shorttrack-Weltcup als B-Junior eingesetzt. Nachdem ihm dort mehrmals, besonders über die 1500 Meter, wo er dreimal das Halbfinale erreichte, gute Platzierungen gelangen, errang er zum Saisonende den 18. Rang im Gesamtweltcup und sogar den zwölften im 1500-Meter-Weltcup. Da er im Januar 2006 auch bei der Junioren-WM und bei der Europameisterschaft mehrmals ordentliche Resultate einfuhr, nominierte ihn der ungarische Verband als einen von zwei Shorttrackern neben Péter Darázs zu den Olympischen Winterspielen in Turin. Hier gelang ihm im 1500-Meter-Wettkampf der fünfte Rang, nachdem er sich als Zweiter im Halbfinale für das Finale qualifiziert hatte. Bei der Weltmeisterschaft in Minneapolis schaffte er zwar keinen Finaleinzug, dafür stellte er auf allen Distanzen seine neuen persönlichen Bestzeiten auf.
Die Saison 2006/07 endete für Knoch mit weiteren Top-10-Resultaten im Weltcup, diesmal aber auch über 1000 Meter mit zwei sehr guten fünften Plätzen. Bei der Junioren-WM in Mladá Boleslav wurde er sogar Gesamtfünfter, über 1500 Meter erreichte er den dritten Rang. Ähnlich erfolgreich schnitt der Ungar bei der Europameisterschaft 2007 ab, wo er erneut Gesamtfünfter und diesmal Zweiter auf der 1500-Meter-Distanz wurde. Außerdem gewann er mit der Staffel die Silbermedaille, seine erste bei internationalen Events. Ohne jeglichen Start bei Großereignissen verlief die Saison 2007/08 für Knoch, auch im Weltcup gelangen nur schwächere Ergebnisse. In den Shorttrack-Weltcup 2008/09 kehrte Knoch, immer noch als A-Junior, mit zwei zehnten Rängen zurück. 2009 siegte er im Dezember beim Santa Claus Cup in Budapest über 500 und 1500 Meter sowie in der Gesamtwertung. Kurz zuvor hatte er in Marquette mit Rang 10 über 500 Meter die Qualifikation für die Olympischen Winterspiele 2010 in Vancouver erreicht. Dort startete er nach einem fünften Rang bei den Europameisterschaften 2010 in Dresden über 500 Meter in allen drei Einzeldisziplinen. Bestes Ergebnis war ein 21. Platz über die 1000 Meter, nachdem er bereits in der ersten Runde ausgeschieden war.
Im November 2010 siegte Knoch über 500 und 1000 Meter sowie in der Gesamtwertung beim Anatolian Cup in Erzurum, Türkei. Im Januar 2011 sicherte er sich seine ersten drei nationalen Titel über 500 und 1000 Meter sowie der Gesamtwertung. Wenige Tage später startete Knoch bei der Winter-Universiade 2011, kam aber über Rang 25 über 1500 Meter nicht hinaus. Am 30. Dezember 2012 verpasste Knoch als Vierter über 1000 Meter in Nagoya nur knapp sein erstes Weltcup-Podium. Bei den Shorttrack-Europameisterschaften 2013 in Malmö wurde er 13. der Gesamtwertung. Beste Einzelplatzierung war Rang zehn über 500 Meter. Wenige Wochen später wurde er Achter über 500 Meter bei den Weltmeisterschaften 2013 in Debrecen.
In Sotschi startete er im Februar 2014 zu seinen dritten Olympischen Winterspielen. Bestes Einzelergebnis dort war ein 12. Platz über 500 Meter. Im Oktober 2014 gewann er bei den Ungarischen Meisterschaften fünfmal Silber. In der Saison 2014/15 wurde er im Weltcup zweimal Zweiter mit der Staffel und holte in Erzurum über 1000 Meter seinen ersten Einzelsieg im Weltcup. Er errang damit den fünften Platz im Weltcup über 500 Meter. Bei den Weltmeisterschaften 2015 in Moskau und bei den Europameisterschaften 2015 in Dordrecht gewann Knoch gemeinsam mit Csaba Burján, Sándor Liu Shaolin und Shaoang Liu jeweils die Silbermedaille in der 5000-Meter-Staffel. In der Saison 2015/16 siegte er in Shanghai mit der Staffel und belegte in Montreal mit der Staffel und in Toronto jeweils den dritten Platz. Bei den Europameisterschaften 2016 in Sotschi gewann er die Silbermedaille mit der Staffel. Seine besten Platzierungen bei den Weltmeisterschaften 2016 in Seoul waren der 15. Platz über 1000 Meter und der vierte Rang mit der Staffel. In der folgenden Saison triumphierte er beim Weltcup in Calgary und in Gangneung jeweils mit der Staffel. Bei den Europameisterschaften 2017 in Turin wurde er Achter im Mehrkampf und Vierter mit der Staffel. Im März 2017 gewann er bei den Weltmeisterschaften 2017 in Rotterdam die Bronzemedaille mit der Staffel.
Bei den Olympischen Winterspielen 2018 in Pyeongchang gewann Knoch mit der Staffel über 5000 m die Goldmedaille.

## Weltcupsiege

### Weltcupsiege im Einzel
| Nr. | Datum            | Ort     | Disziplin |
| --- | ---------------- | ------- | --------- |
| 1.  | 15. Februar 2015 | Erzurum | 500 m     |

### Weltcupsiege im Team
| Nr. | Datum             | Ort         |
| --- | ----------------- | ----------- |
| 1.  | 13. Dezember 2015 | Shanghai 1  |
| 2.  | 6. November 2016  | Calgary 1   |
| 3.  | 18. Dezember 2016 | Gangneung 1 |

## Persönliche Bestzeiten
- 500 m: 40,601 s (aufgestellt am 15. Februar 2015 in Erzurum)
- 1000 m: 1:24,336 min (aufgestellt am 15. Januar 2017 in Turin)
- 1500 m: 2:14,900 min (aufgestellt am 11. März 2017 in Rotterdam)
- 3000 m: 4:51,389 min (aufgestellt am 21. Januar 2007 in Sheffield)